# ゴドフロワ・デュラン
ゴドフロワ・デュラン（Godefroy Durand 、1832年 - 1896年9月27日）はドイツ生まれのフランスの挿絵画家、イラストレーターである。フランスやイギリスの絵入り雑誌に多くのイラストを描いた。

## 略歴
デュッセルドルフでフランス人の両親のもとに生まれた。パリに移り、レオン・コニエのもとで学んだ後、当時のの主要なフランスの絵入り雑誌、「ユニヴェール・イリュストレ」「イリュストラシオン」「ル・モンド・イリュストレ」「ジュルナル・イリュストレ」などに挿絵を描いた。イギリスの1950年代末から5年ほど刊行された新聞、「Illustrated News of the World」にも1859年に挿絵を描いた。1869年末にロンドンに移り、新たに創刊された絵入り新聞「グラフィック(The Graphic)」に「特別画家(special artist)」として雇われ、1890年代まで長く活動した。普仏戦争を描いた作品は1870年に創刊されたベルギーの新聞「イリュストラシオン・ユーロピエンヌ」にも掲載された。
普仏戦争の後、被害を受けたフランス農民救済のための展覧会を開き、1873年にイギリス王立芸術家協会（Royal Society of British Artists）の展覧会に作品が展示された。
1896年にパリで没した。

## 作品

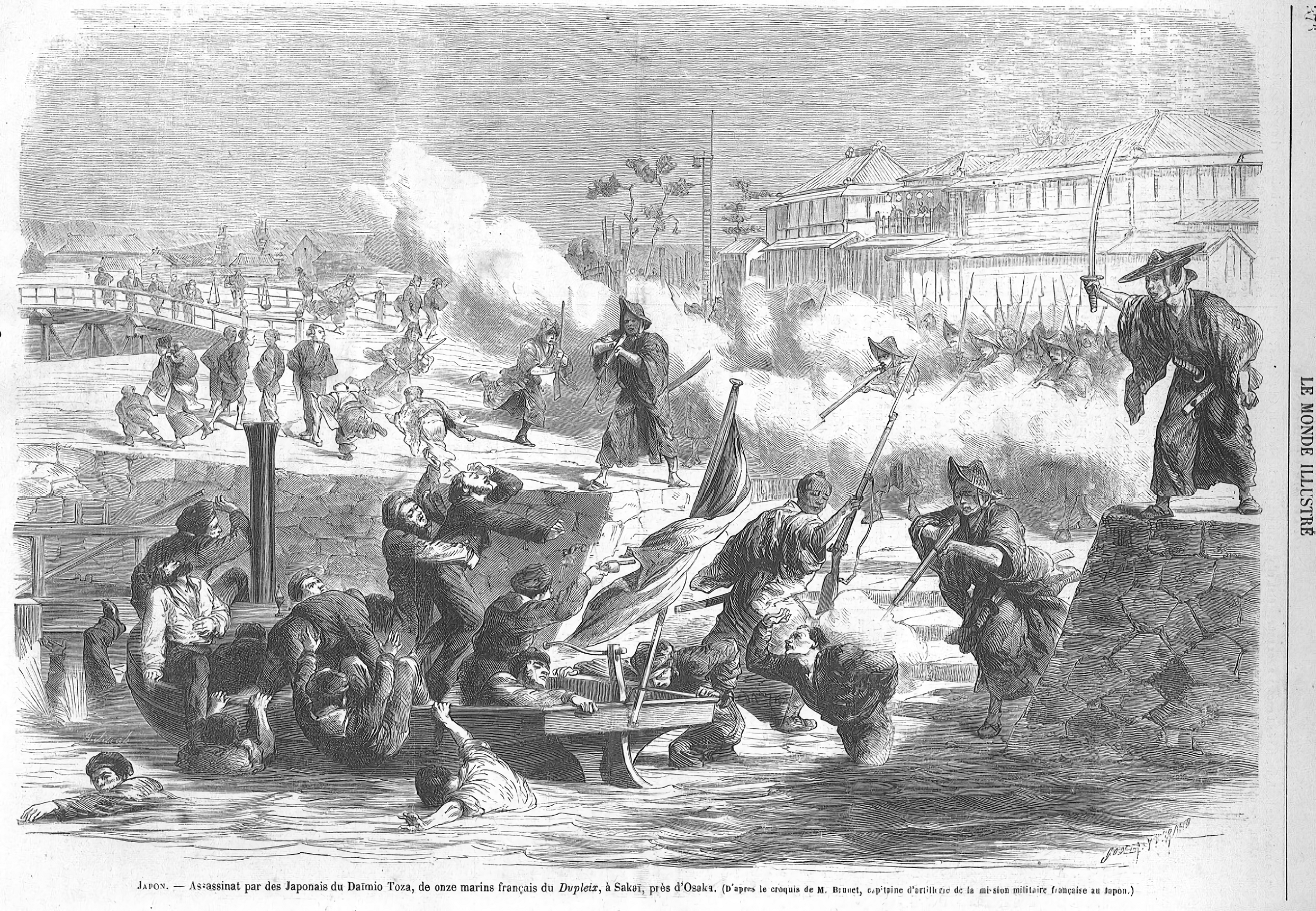
堺事件 ル・モンド・イリュストレ挿絵
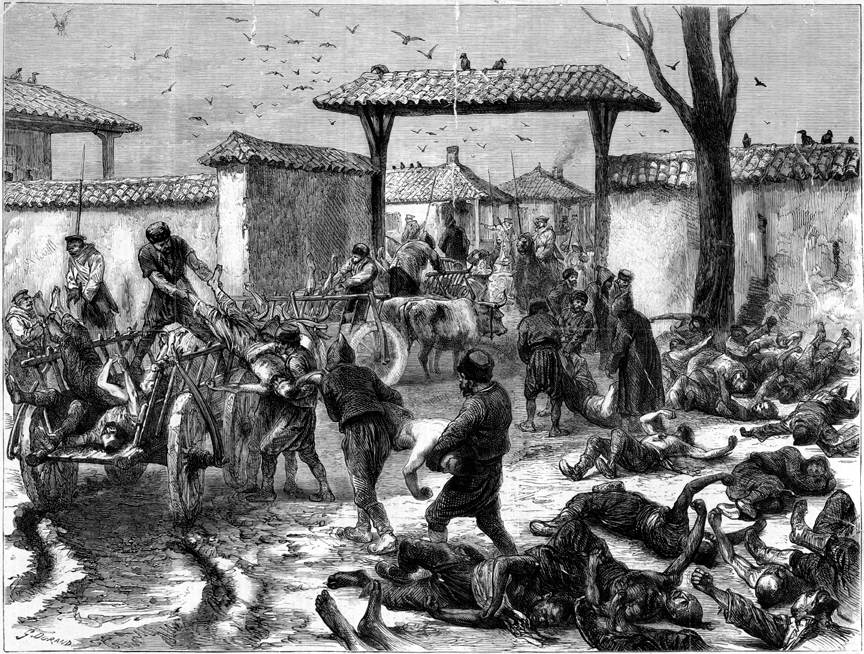
露土戦争のプレヴェンの戦いで死者や負傷者の運ばれる様子。 「グラフィック」挿絵
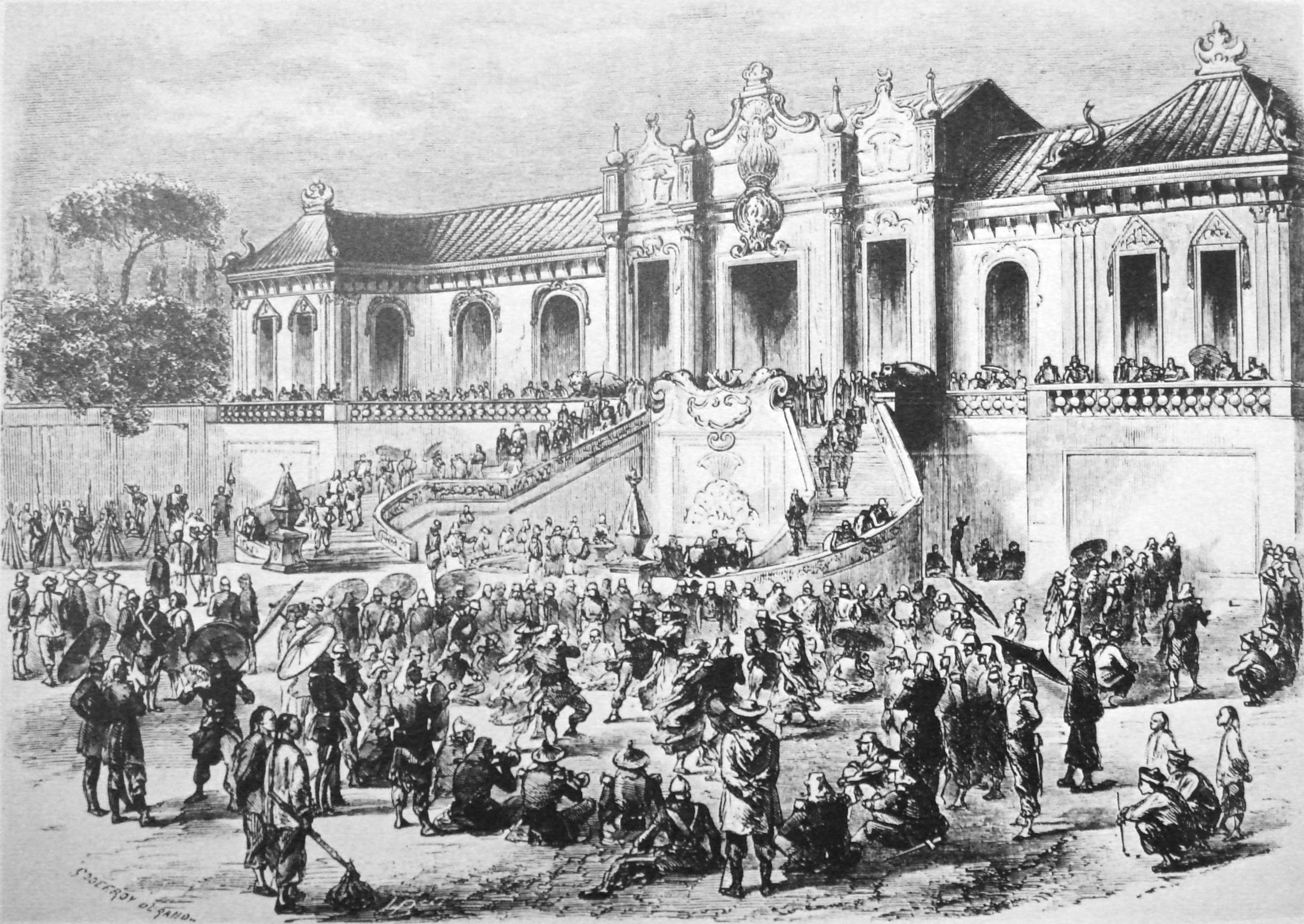
北京、円明園の英仏連合軍による略奪 「イリュストラシオン」挿絵

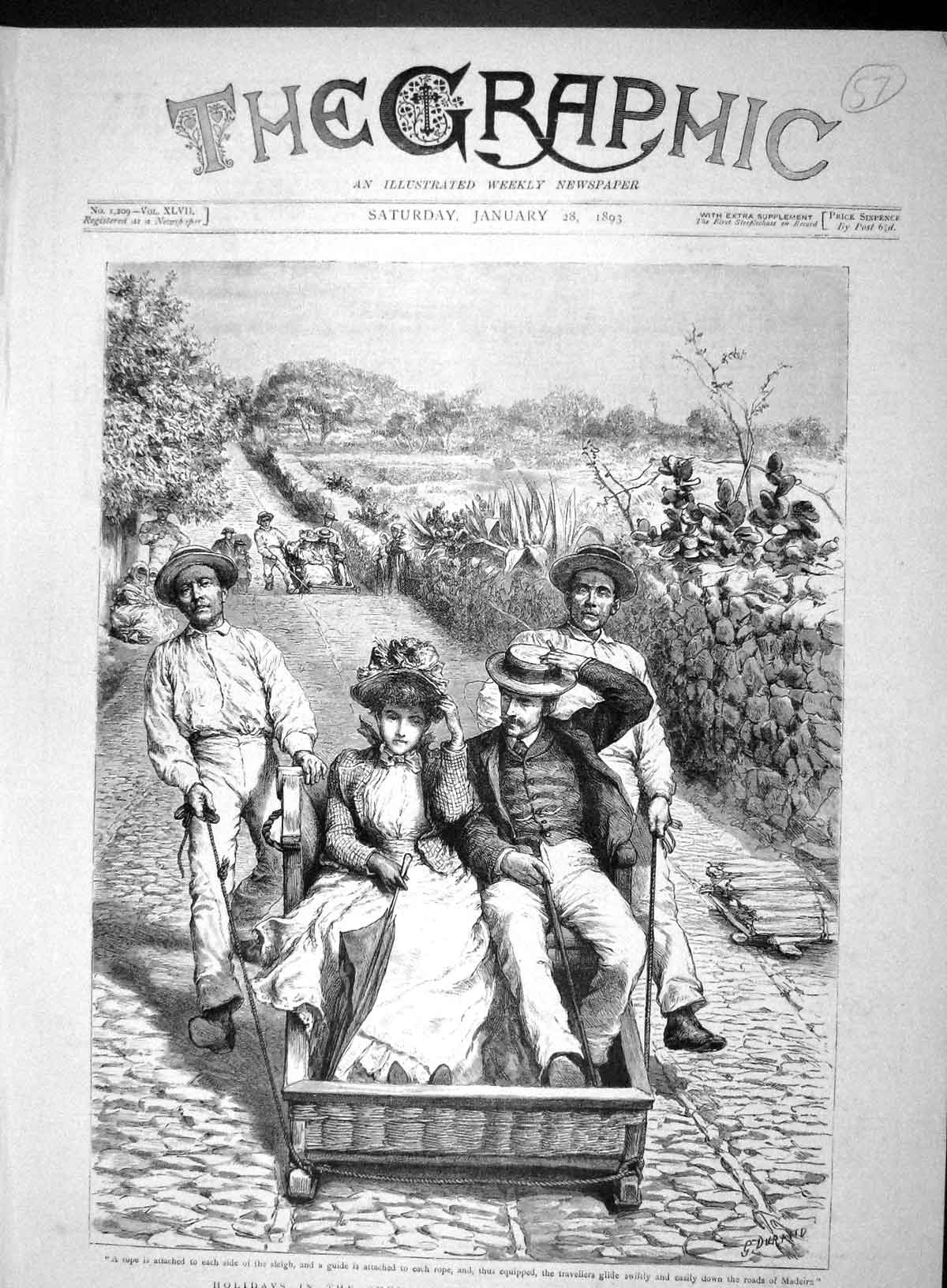
「グラフィック」の1893年版表紙
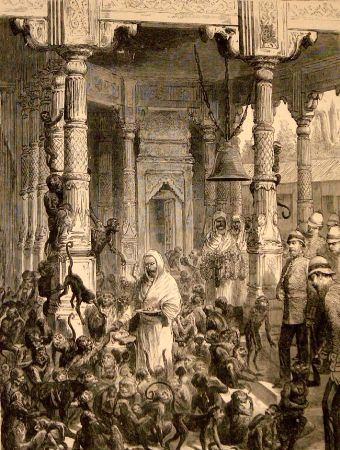
イギリス皇太子のベナレスのサル寺訪問 「グラフィック」挿絵
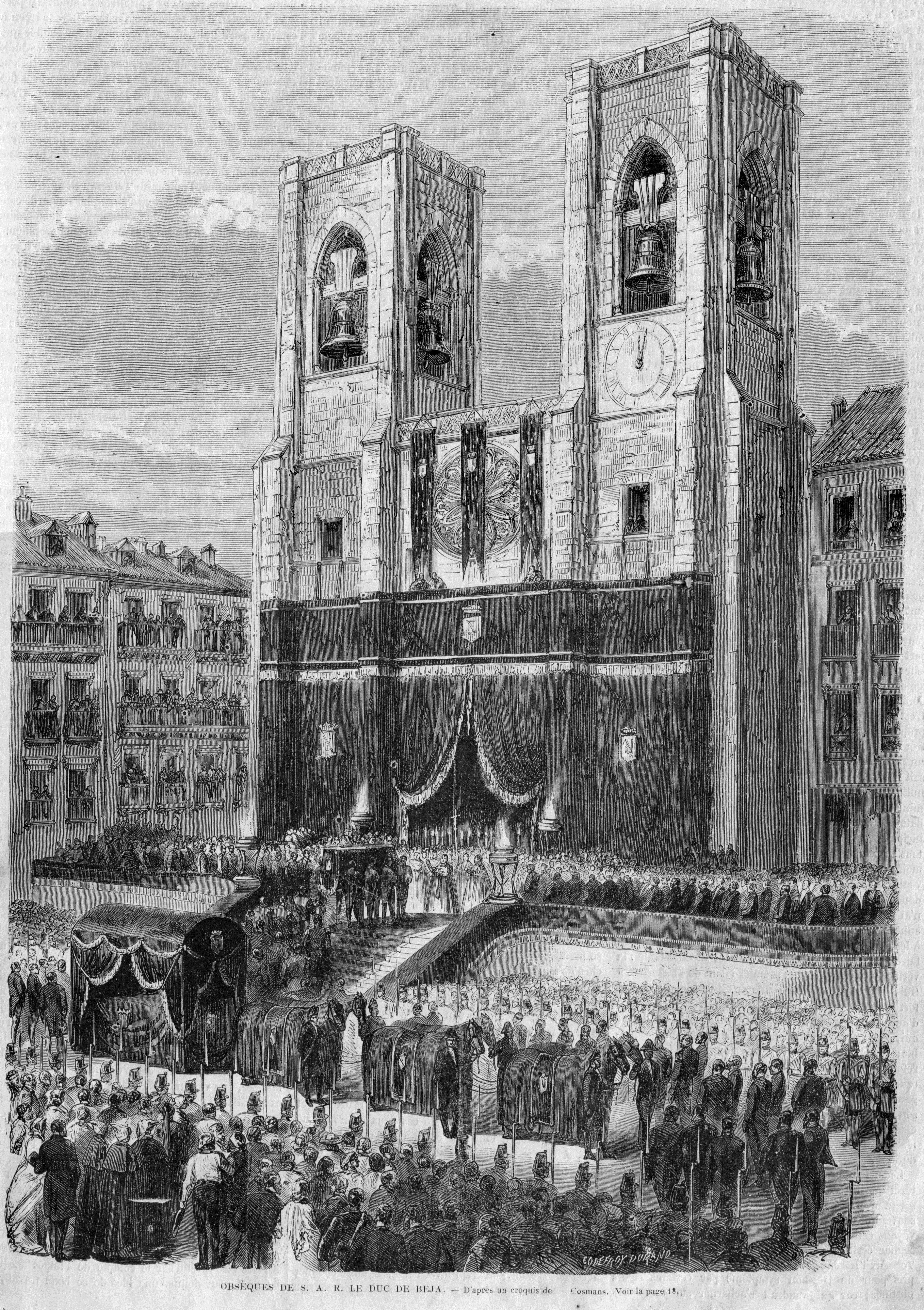
ベージャ公の葬儀 「イリュストラシオン」挿絵
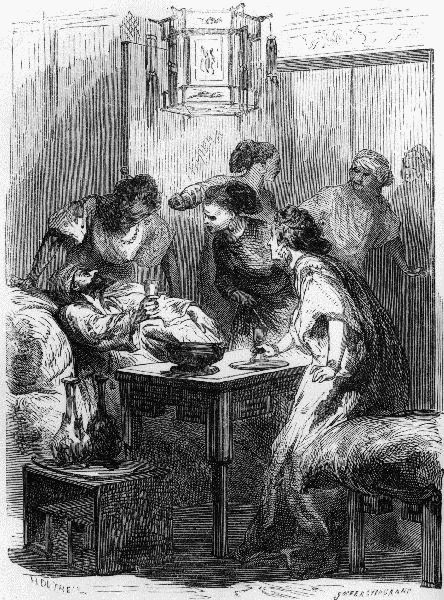
書籍挿絵